# Zoltán Soós (istoric)
Zoltán Soós (n. 13 august 1974, Târgu Mureș, România) este un istoric, arheolog, și politician român de etnie maghiară, ales primar al orașului Târgu Mureș la alegerile din septembrie 2020.

## Biografie
Studiile gimnaziale și liceale le-a făcut la Liceul de Artă din Târgu Mureș și Liceul Teoretic „Bolyai Farkas”, apoi a absolvit Universitatea Babeș-Bolyai din Cluj cu o diplomă în arheologie. Tema lucrării de licență a fost istoria construcției Cetății Târgu Mureș. În lucrările sale ulterioare și-a aprofundat cunoștințele despre Evul Mediu. Și-a finalizat studiile de masterat și doctorat la Universitatea Central Europeană din Budapesta, subiectul tezei de doctorat fiind ordinele mendicante din Transilvania medievală.
Întorcându-se în orașul natal, în 2002 a fost angajat la Muzeul Județean Mureș ca istoric și arheolog, iar în 2006 a devenit directorul muzeului. A dezvoltat instituția, a renovat clădirile, a organizat evenimente și expoziții, a angajat specialiști și a adus o schimbare de atitudine. Mai mult, a susținut protecția monumentelor istorice, renovarea clădirilor vechi și valoroase ale Târgu Mureșului, și a contribuit la excavarea siturilor arheologice ale Cetății.

### Activitatea politică
Între 2012-2016 a fost consilier local din partea UDMR. În 2016 a candidat la funcția de primar al Târgu Mureșului ca independent cu sprijinul UDMR, dar a fost învins de Dorin Florea. În 2019 a intrat în conflict cu organizația locală ale UDMR-ului condus de Levente Vass, deoarece a considerat că fracțiunea din consiliul local a servit interesele lui Dorin Florea. În 2020 a candidat ca independent, susținut de UDMR, Alianța PCM-PPMT, Partida Romilor „Pro Europa”, și a câștigat alegerile. La alegerile locale din 2024 Zoltán Soós a câștigat al doilea mandat de primar cu 41,30% (25 296) din voturi.